# Kandhi A. Elieisar
Kandhi A. Elieisar, né dans l'État de Chuuk, est un diplomate et homme politique micronésien.

## Biographie
Diplômé en sociologie de l'Université de Californie à Berkeley, il étudie l'administration publique à l'Université d'État de Californie (San Bernardino).
Il travaille pour la Cour suprême des États fédérés de Micronésie pendant six ans, puis est recruté par le service des Affaires étrangères, où il sert pendant 24 ans à différents postes avant de diriger la division Pacifique-Asie-Afrique-Affaires multilatérales. En janvier 2013, il est nommé consul général à Hawaï.
Depuis décembre 2019, il occupe le poste de ministre des Affaires étrangères.